# La Fresnaie-Fayel
La Fresnaie-Fayel – miejscowość i gmina we Francji, w regionie Normandia, w departamencie Orne.
Według danych na rok 1990 gminę zamieszkiwało 38 osób, a gęstość zaludnienia wynosiła 7 osób/km² (wśród 1815 gmin Dolnej Normandii La Fresnaie-Fayel plasuje się na 845. miejscu pod względem liczby ludności, natomiast pod względem powierzchni na miejscu 847.).